# NGC 5115
NGC 5115 is een balkspiraalstelsel in het sterrenbeeld Maagd. Het hemelobject werd op 25 maart 1887 ontdekt door de Amerikaanse astronoom Lewis A. Swift.

## Synoniemen
- UGC 8408
- MCG 2-34-10
- ZWG 72.57
- PGC 46754